# VIII. Reserve-Korps (Deutsches Kaiserreich)
Das VIII. Reserve-Korps war ein Großverband der Armee des Deutschen Kaiserreiches.

## Geschichte
Mit der Mobilmachung am 2. August 1914 bei Ausbruch des Ersten Weltkriegs wurde das Korps aufgestellt.

Wilhelm von Egloffstein

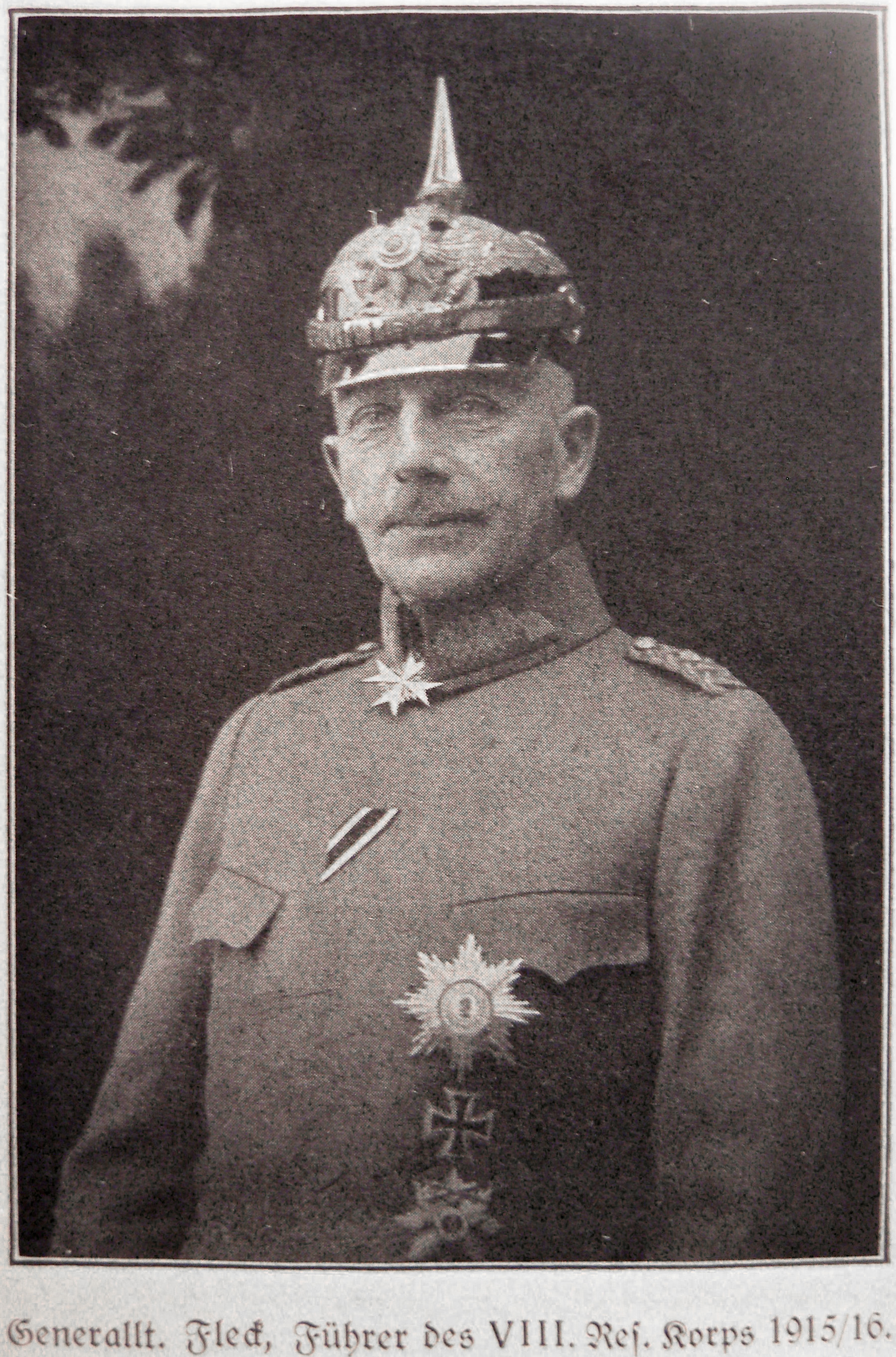
General Paul Fleck

Im Verband mit der 4. Armee marschierte es unter Führung des General der Infanterie Wilhelm von und zu Egloffstein in Frankreich ein und kämpfte den gesamten Krieg über an der Westfront. Während der Schlacht bei Neufchâteau am 22. und 23. August 1914 griff des VIII. Reserve-Korps aus dem 2. Treffen in die Kämpfe ein und beseitigte die Gefahr in der das XVIII. Armee-Korps durch einen französischen Gegenstoß zwischen Maissin und Bertrix geraten war. Dabei erreichte die 15. Reserve-Division (Generalleutnant Eberhard von Kurowski) über Libin herankommend Villance und führte einen Gegenangriff auf Maissin durch. Die dahinter folgende 16. Reserve-Division (Generalleutnant Wilhelm Mootz) erstürmte noch vor Abend die Höhen westlich Anloy.
Ende September 1914 wurde das Korps der 3. Armee unter Generaloberst Karl von Einem zugeteilt. Es trug – seit Jahresbeginn 1915 unter dem neuen Befehlshaber General Paul Fleck – zusammen mit dem VIII. Armee-Korps (Julius Riemann), die Hauptlast der Abwehr französischer Massenanstürme in der Winterschlacht in der Champagne. Im September 1915 während der Herbstschlacht lag die 16. Reserve-Division anfangs als Reserve im Hinterland bei Tahure, während die 15. Reserve-Division (Generalmajor Kurt von Ditfurth) sofort zwischen Ripont und Massiges im Brennpunkt der französischen Angriffe lag.
Das Jahr 1916 verlief ruhiger und war durch Abwehr kleinerer Vorstöße im üblichen Stellungskrieg vorgegeben. Am 7. September 1916 wurde General Wichura zum neuen Kommandierenden General ernannt. Im April 1917 zu Beginn der Schlacht von Arras folgte die Ablöse des VI. Reserve-Korps als Gruppe Souchez und die Abwehr englischer Angriffe. Ab Ende Mai bis August 1917 lag das Korps dann im Oberelsaß und nahm anschließend bei der 7. Armee an den Kämpfen an der Ailette teil.
Dem Korps war während der Schlacht bei Malmaison im Oktober 1917 die 14., 37. und 52. Infanterie-Division zugeteilt, dabei ging durch die französischen Angriffe die Laffaux-Ecke verloren.
Am 6. April 1918 trat das Korps im Rahmen der Frühjahrsoffensive der 7. Armee am südlichen Oiseufer bei Amigny und an der Ailette zum Angriff nach Westen an und erzwang mit der 14. Reserve-Division und der 241. Infanterie-Division den Flussübergang und den Austritt aus den Wald von St. Gobain. Im Anschluss daran konnten im Zusammenwirken mit der Gruppe Schoeler starke feindliche Stellungen bei Amigny sowie im Nordostteil des Waldes von Coucy erobert werden. Danach stieß das Korps bis zum Oise-Aisne-Kanal vor und konnten nach erbitterten Kämpfen auch Coucy-le-Château einnehmen.
Zu Beginn der Dritten Aisneschlacht Ende Mai waren dem Korps die 37. und 113. Infanterie-Division und die 14. Reserve-Division unterstellt. Es trat in die Schlacht zwischen Soissons und Reims ein, überwand den westlichen Teil des Chemin des Dames, brach den Widerstand des Feindes auf der Hochfläche von Condé und erstürmte das gleichnamige Fort. Dann konnten Vregny, Missy und die Höhen westlich von Cirey am Südufer der Aisne genommen werden und der Feind über die Vesle bis an die Marne zurückgedrängt werden. Am 15. Juli 1918 überschritt die „Gruppe Wichura“ zu Beginn der Schlacht an der Marne gemeinsam mit der „Gruppe Conta“ (IV. Reserve-Korps) den Marne-Fluss und bildete einen südlichen Brückenkopf. Die übergesetzte 23., 200. Infanterie-Division und 1. Garde-Division liefen aber nach Anfangserfolgen vollständig fest. Durch den eingeleiteten Gegenangriff der neu formierten französischen 9. Armee unter Antoine de Mitry wurde der Rückzug massiv bedroht. Dennoch konnte sich das VIII. Reserve-Korps in der Frühe des 20. Juli 1918 auf das Nordufer der Marne absetzen. Am 2. August ging Soissons verloren, am 3. August bezogen die deutschen Truppen ihre alten Positionen entlang der Vesle, den sie vorerst gegen weitere alliierte Angriffe halten konnten. Die deutsche 7. Armee – jetzt unter General der Infanterie Magnus von Eberhardt wich ab 4. September von der Vesle auf die Aisne zurück, am 7. September gab sie den letzten südlichen Frontvorsprung bei Maizy auf. Das Korps befand sich folgend bis zum Kriegsende im November 1918 in ständigen Abwehrkämpfen.

## Gliederung
Das Korps war bei Kriegsbeginn der 4. Armee unterstellt und wie folgt gegliedert:
- 15. Reserve-Division
  - 30. Reserve-Infanterie-Brigade
  - 32. Reserve-Infanterie-Brigade
  - Reserve-Ulanen-Regiment Nr. 5
  - Reserve-Feldartillerie-Regiment Nr. 15
  - 4. Kompanie/Pionier-Bataillon Nr. 8
- 16. Reserve-Division
  - 29. Reserve-Infanterie-Brigade
  - 31. Reserve-Infanterie-Brigade
  - Schwere-Reserve-Reiter-Regiment Nr. 2
  - Reserve-Feldartillerie-Regiment Nr. 16
  - 1. und 2. Reserve-Kompanie/Pionier-Bataillon Nr. 8
- Feldgendamerietrupp VIII. Reserve-Korps

## Kommandierender General
| Dienstgrad                             | Name                           | Datum                                 |
| -------------------------------------- | ------------------------------ | ------------------------------------- |
| General der Infanterie z.D.            | Wilhelm von und zu Egloffstein | 02. August bis 1. Januar 1915         |
| Generalleutnant                        | Paul Fleck                     | 02. Januar 1915 bis 6. September 1916 |
| Generalleutnant/General der Infanterie | Georg Wichura                  | 07. September 1916 bis Dezember 1918  |